# Disconnect (canção)
"Disconnect" é uma canção da banda britânica Clean Bandit e da cantora galesa Marina and the Diamonds. O seu lançamento ocorreu a 23 de junho de 2017 através da editora discográfica Atlantic Records. O tema foi apresentado dois anos antes pela primeira vez ao público, durante o segmento do grupo inglês no Coachella Valley Music and Arts Festival de 2015.

## Faixas e formatos
| Descarga digital |              |         |  |
| N.º              | Título       | Duração |  |
| 1.               | "Disconnect" | 4:12    |  |

## Créditos
Todo o processo de elaboração da canção atribui os seguintes créditos pessoais:
- Marina and The Diamonds – vocais, composição;
- Jack Patterson – composição, produção, engenharia de áudio, mistura, piano, sintetizador;
- Luke Patterson – produção, bateria;
- Mark Ralph – produção, mistura;
- Stuart Hawkes – engenharia de masterização;
- Anthony Leung – engenharia de áudio;
- Drew Smith – engenharia de áudio, assistência;
- Grace Chatto – violoncelo;
- Beatrice Philips – violino;
- Braimah Kenneh-Mason – violino.

## Desempenho comercial

### Posições nas tabelas musicais
| Tabela musical (2017)                             | Melhor posição |
| ------------------------------------------------- | -------------- |
| Bélgica - Ultratop Dance (Flandres)               | 49             |
| Escócia - Scottish Singles Chart                  | 67             |
| Estados Unidos - Billboard Dance/Electronic Songs | 31             |
| Israel - Media Forest                             | 5              |